# Szaniec Pamięci Żołnierzy 56. Pułku Piechoty Wielkopolskiej
Szaniec Pamięci Żołnierzy 56. Pułku Piechoty Wielkopolskiej – pomnik w formie kamiennego szańca zlokalizowany na południowym skraju Krotoszyna, u zbiegu ulic Bolewskiego i Gajowej, w lasach Dąbrów Krotoszyńskich.
Szaniec upamiętnia dokonania zbrojne 56. Pułku Piechoty Wielkopolskiej, który 1 września 1939 prowadził ciężkie walki z Niemcami w obronie Krotoszyna na terenach kompleksu Las Miejski. Budowę pomnika rozpoczęto 24 września 2004 w ramach obchodów rocznicy kampanii wrześniowej. Kamienie dodawane są na bieżąco. Tablicę pamiątkową obok pomnika umieszczono 1 września 2005. Obok szańca znajduje się głaz pamiątkowy z tablicą o treści: 1.IX.1939r. Obrońcom Ojczyzny żołnierzom 56 Pułku Piechoty Wielkopolskiej w hołdzie mieszkańcy Ziemi Krotoszyńskiej. Wrzesień 2004r..